# Déjate caer
«Déjate caer» es una canción del grupo chileno Los Tres, publicada en su tercer álbum de estudio La espada & la pared de 1995.

## Registro
Es probablemente la canción más conocida de Los Tres. Esto se debe fundamentalmente a la internacionalización que tuvo su carrera en la segunda mitad de la década de 1990, y que se vio plasmada en su actuación en 1995 para los MTV Unplugged, la cual, se grabó en un disco Los Tres MTV Unplugged.

## Video musical
En el video, dirigido por Germán Bobe, se ve al grupo vestido de terno, ropa que se usa para los funerales, tocando la canción. De principio a fin, se ve a Álvaro Henríquez, pasando por diversos lugares camino a una iglesia, abrazando a un anciano, y hablándole a prostitutas en la noche.
Al final este llega a la iglesia, y les dice a los feligreses que se «dejen caer», y todos se abrazan.

## Presentaciones en vivo
Asimismo, en el año 2007, Los Tres interpretaron «Déjate caer» junto a Fito Páez, en el Festival Internacional de la Canción de Viña del Mar.
En algunas presentaciones en vivo de la canción se vio a la banda completa «dejándose caer» tirándose al suelo del escenario pero continuando la canción para luego volver a levantarse con una versión más energética del final de la canción. En 2018 la banda mexicana Café Tacvba, durante la gira Niu Güeis Tur aprovechó e hizo la misma coreografía de su vídeo de «Déjate caer» en el mítico paso de cebra de Abbey Road de Londres, mismo lugar en donde The Beatles hiciera su portada del disco de 1969.

## Versiones
- En 2002, la banda mexicana Café Tacvba hizo una versión de «Déjate caer». Fue grabada como parte de su EP Vale Callampa, hecho íntegramente de covers de la banda penquista. Además dicho cover tiene fragmentos de la melodía del tema Policy Of Truth de la banda inglesa Depeche Mode. En el Festival Coordenada celebrado en Guadalajara en el 2015, se interpretó la canción dos veces, la primera interpretada por Los Tres con algunos de elementos de Café Tacvba presentes y más tarde por la banda mexicana con Álvaro Henríquez.

- En 2009 el ex-Porter Juan Son hace un cóver para la película Amor, Dolor y Viceversa.